# MuMATH
muMATH es un programa de álgebra computacional desarrollado a finales de la década de 1970, y principios de la década de 1980, por Albert Rich y David Stoutemyer en la empresa Soft Warehouse en Honolulu, Hawái, EE. UU. Fue creado en el lenguaje de programación muSIMP, el cual a su vez fue diseñado basándose en un dialecto de LISP, llamado muLISP. Las plataformas soportadas eran CP/M y TRS-DOS (desde muMATH-79), Apple II (desde muMATH-80) y MS-DOS (en muMATH-83, la última versión)
La empresa Soft Warehouse luego desarrollaría Derive, otro programa de álgebra computacional.  Texas Instruments compró la empresa en 1999.

## Literatura
- En inglés:
  - David D. Shochat, A Symbolic Mathematics System, Creative Computing, Oct. 1982, p.26
  - Gregg Williams, The muSIMP/muMATH-79 Symbolic Math system, a Review, BYTE, Nov. 1980, p. 324
  - Stuart Edwards, A Computer-Algebra-Based Calculating System, BYTE 12/1983, pp- 481-494